# Bäckeskogsvallen
Bäckeskogsvallen este o arie protejată (arie specială de conservare — SAC, sit de importanță comunitară — SCI) din Suedia întinsă pe o suprafață de 0,63 ha, integral pe uscat.

## Localizare
Centrul sitului Bäckeskogsvallen este situat la coordonatele 62°01′27″N 15°46′16″E / 62.0241°N 15.7711°E.

## Înființare
Situl Bäckeskogsvallen a fost declarat sit de importanță comunitară în ianuarie 2002 pentru a proteja un număr necunoscut de specii din flora spontană și fauna sălbatică aflate în arealul zonei. Situl a fost protejat și ca arie specială de conservare în martie 2011.

## Biodiversitate
Situată în ecoregiunea boreală, aria protejată conține 1 habitat natural: Fânețe de joasă altitudine (Alopecurus pratensis, Sanguisorba officinalis).
La baza desemnării sitului se află un număr nedeclarat de specii protejate.